# Población El Barrero

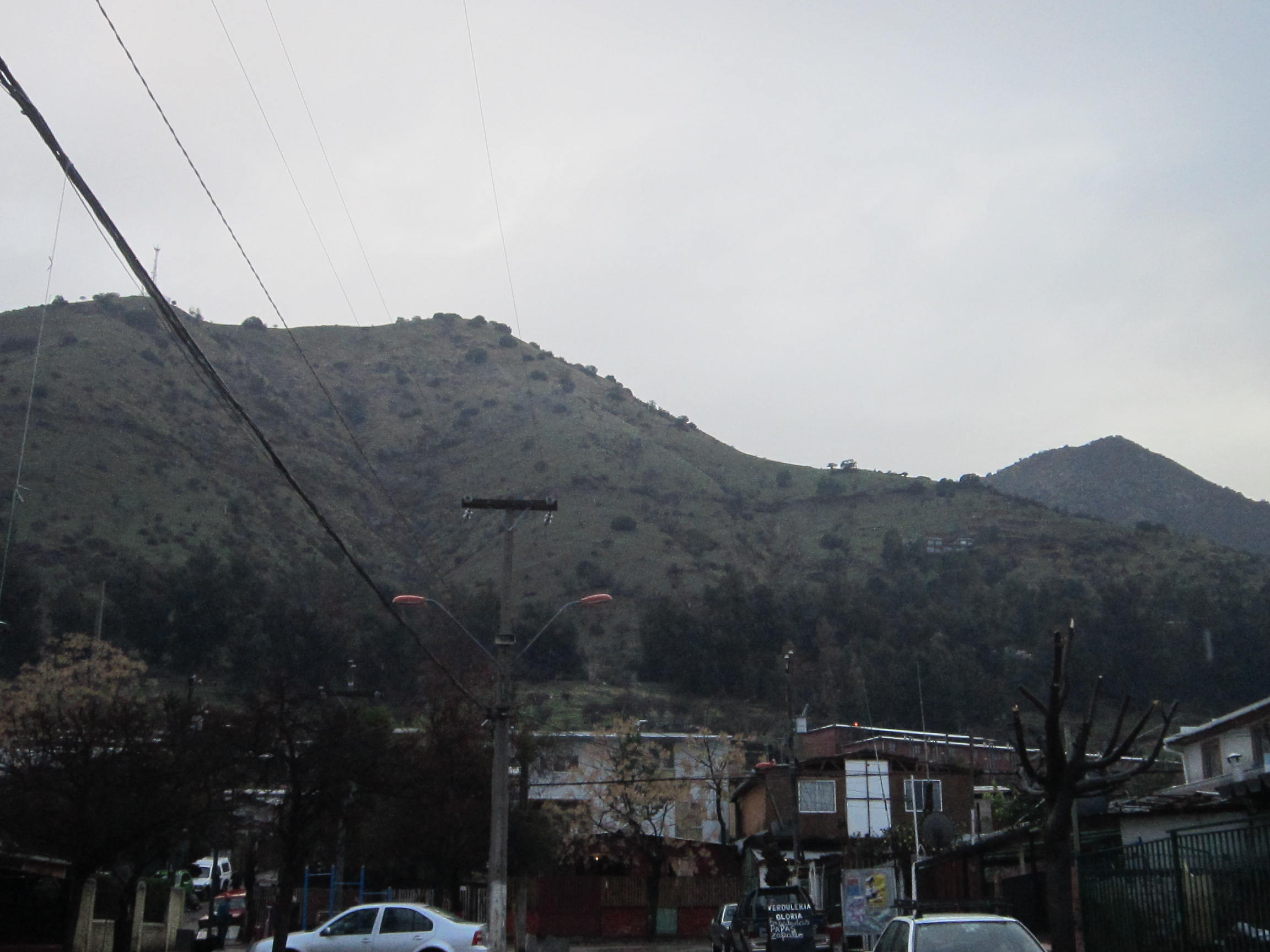
Vista al cerro Las Canteras desde Población El Barrero

La Población El Barrero, perteneciente a la comuna de Huechuraba, en Chile fue fundada en 1950 a los pies de los cerros que rodean la comuna por el norte. Se encuentra ubicada en el extremo oriente de la Comuna, colindante con Ciudad Empresarial y sector La Pirámide. Sus habitantes corresponden mayoritariamente a grupos socioeconómicos de nivel medio. Su nombre se debe al inmenso barrial que se generaba con las lluvias en la época en que aún era una toma de terreno.

## Historia
Históricamente, el extenso terreno ubicado al norte de la Avenida Américo Vespucio estaba destinado a actividades vitivinícolas y agrícolas. Todo este sector era llamado Viña Conchalí y pertenecía a don Pedro Aguirre Cerda. Con el paso de los años, estas tierras fueron perteneciendo a otros dueños y adoptando nuevos nombres, hasta llegar a convertirse en la seguidilla de poblaciones que conforman la comuna de Huechuraba.
En lo específico, la historia de El Barrero se remonta hacia fines de los años '40 y principios de los '50 cuando varios grupos de familia realizaron una ocupación de terrenos en el sector oriente de la comuna. Luego de varios procesos de legitimación de terrenos encabezados por el Movimiento de Pobladores, surge la población como tal en 1950, siendo la tercera población en fundarse en la comuna.

## Patrimonio Cultural

### Pueblo de Bordadoras Artesanales
En el año 1944 llegaron a la Población El Barrero (en ese entonces llamada Conchalí), unas mujeres acomodadas de la comuna de Vitacura, ofreciendo a las dueñas de casa aprender técnicas de costura y bordado, y de paso generar empleo. Muchas se unieron a la propuesta, pues significaba una fuente de ingreso económico para la familia, en especial en aquellas en que los maridos se encontraban cesantes, llegando incluso éstos a bordar junto a sus esposas.
Esta unión entre las mujeres del barrio alto y las pobladoras fue tomando forma hasta convertirse en los famosos Talleres de Conchalí (hoy Bordadoras de Huechuraba), muchos de los cuales se encontraban en las mismas casas de las pobladoras. Todos los trabajos realizados eran entregados en la Junta de Vecinos, lugar en donde recibían su salario.
En sus inicios confeccionaban diseños que las mismas mujeres impulsoras de la iniciativa traían desde el exterior, como alfombras con modelos traídos desde Brasil, y debido al éxito en las ventas fueron ampliando y sistematizando la producción hacia la creación de acolchados, lencería, bordados, croché, tejidos, y especialmente vestidos de niñas bordados con el antiguo punto smock. Diseños exclusivos bordados a mano y que han sido exportados a países como Noruega, Dinamarca, España, Francia, USA y Argentina, llegando incluso a vestir a los hijos de Diana de Gales cuando eran pequeños. Mientras que en Chile, señoras de familias acomodadas del barrio alto llegaban a la Población El Barrero para encargar y comprar textiles, muchas de ellas esposas de políticos y gente de la televisión.
Con el paso de los años las pobladoras fueron convirtiéndose en microempresarias independientes y muchas formaron microempresas familiares y de reconocido prestigio, siendo habitual encontrarse a mujeres bordando sentadas afuera de sus casas o encargando bordados a las vecinas cuando el trabajo era abundante.
En la actualidad, en las calles de El Barrero rara vez se puede ver un auto de una señora de la alta alcurnia en busca de estos preciados trabajos. Sin embargo, la tradición se mantiene en algunas pobladoras que han formado la Fundación de Bordadoras Tradicionales de Huechuraba y que cuenta con el apoyo de la Municipalidad de Huechuraba, pero en la cual cada una produce y vende de manera independiente.